# O Príncipe (filme)
O príncipe é um filme brasileiro de 2002, escrito e dirigido por Ugo Giorgetti.

## Elenco
- Eduardo Tornaghi .... Gustavo
- Bruna Lombardi .... Maria Cristina
- Ricardo Blat .... Mário
- Ewerton de Castro .... Marino Esteves
- Otávio Augusto .... Renato
- Elias Andreato .... Aron
- Márcia Bernardes ... Hilda
- Bruno Giordano	.... diretor da escola
- Luis Guilherme	.... Rudolf
- Lígia Cortez .... Miriam
- Henrique Lisboa .... Amaro
- Júlio Medaglia .... maestro

## Principais prêmios
Recebeu o troféu APCA na categoria de melhor roteiro (Ugo Giorgetti).